# Neoceratitis minima
Neoceratitis minima är en tvåvingeart som först beskrevs av Mario Bezzi 1924.  Neoceratitis minima ingår i släktet Neoceratitis och familjen borrflugor. Inga underarter finns listade i Catalogue of Life.